# Milena Jesenská
Milena Jesenská (Praga, 10 d'agost de 1896 - Ravensbrück, Alemanya, 17 de maig de 1944) fou una periodista, escriptora i traductora txeca.

## Vida
Milena Jesenská va néixer en una antiga família aristocràtica d'origen eslovac, establerta a Bohèmia. El seu pare, Jan Jesensky, era cirurgià i professor de la Universitat Carolina de Praga. La
seva mare va morir quan ella tenia 16 anys. El pare de Milena no compartia la manera d'entendre la vida de la seva filla, però li va permetre viure amb molta llibertat. Milena va estudiar en una exclusiva escola femenina de Praga anomenada Minerva. Seguint els desitjos de son pare, va iniciar els estudis de Medicina, però aviat els va abandonar. Entre els anys 1918 i 1925, va estar casada amb Ernst Pollak, un escriptor i traductor d'origen jueu, i es va traslladar a viure a Viena amb el seu marit. Aquest matrimoni, que va provocar un fort allunyament entre Milena i la seva família, ben aviat va entrar en crisi.
Buscant la independència del seu marit, Jesenská va començar a treballar com a traductora i professora de txec. Un dels seus alumnes va ser el novel·lista i assagista austríac Hermann Broch. L'any 1919, va llegir un relat curt de l'escriptor de Praga Franz Kafka i li va escriure per demanar-li permís per traduir-lo de l'original alemany al txec. Aquesta carta va marcar el començament d'una apassionada correspondència entre ells. Jesenská i Kafka es van veure personalment comptades vegades: quatre dies a Viena i més endavant un dia a Gmünd. Amb el temps, la correspondència es va anar apagant. Tots dos sabien que per a ells no hi havia un veritable futur en comú. Jesenská va traduir molts relats de Kafka al txec, sovint amb l'ajuda del mateix escriptor que coneixia a la perfecció ambdues llengües.
Milena Jesenská va establir també una bona amistat amb els escriptors alemanys Max Brod i Franz Werfel, i amb l'escriptor txec Karel Čapek i la seva esposa, l'actriu txeca Olga Scheinpflugová.
En aquells anys, 1920-23, Jesenská es va convertir en una coneguda periodista. Des de Viena, va col·laborar amb el diari Tribuna. Entre 1923 i 1926, va escriure per al diari Národní Listy a Praga, i més tard per a dues revistes txeques: Pestrý týden i Lidové Noviny. Entre 1938 i 1939, va dirigir el reconegut setmanari polític i cultural Přítomnost (Presència), publicat a Praga per Ferdinand Peroutka.
Jesenská es va divorciar de Pollak i es va traslladar a Praga, on es va casar amb l'arquitecte txec Jaromír Krejcar. Va mostrar molt d'interès pel Partit Comunista de Txecoslovàquia, del qual va ser membre durant un temps, però l'any 1936 va perdre totalment aquest interès.
Després de l'ocupació de Txecoslovàquia per part de l'exèrcit nazi, Jesenská es va unir a la resistència clandestina contra l'ocupació. L'any 1939, va ser arrestada per la Gestapo. Fou deportada al camp de concentració de Ravensbrück, Alemanya, on va treballar com a infermera i on va donar suport psicològic i moral a les altres presoneres. Allà va conèixer i va establir un fort lligam d'amistat amb l'escriptora Margarete Buber-Neumann. Milena Jesenská no va poder sobreviure al camp de concentració, i va morir-hi l'any 1944 afectada d'una greu malaltia renal.
Jana "Honza" Krejcarová, la filla de Milena i Jaromír Krejcar, va escriure nombrosos articles per a la revista Půlnoc a començaments dels anys 1950.

## Obres
- Cesta k jednoduchosti ('El camí cap a la simplicitat'), 1926.
- Člověk dělá šaty ('L'home fa els vestits'), 1927.
- Un recull dels articles de la revista Přítomnost (1937-39) va ser publicat en forma de llibre després de la mort de Jesenská.

A més de la seva pròpia activitat literària, Jesenská va traduir obres de Franz Kafka, Thomas Mann, Franz Werfel, F. C. Weiskopf i altres escriptors al txec.